# Przeboje lat 60-tych
Przeboje lat 60-tych – szósty album studyjny polskiej piosenkarki Danuty Stankiewicz wydany w 1995 roku nakładem wytwórni Roja.

## Lista utworów
1. Złoty pierścionek (Jerzy Wasowski - Roman Sadowski)
2. Dzisiaj, jutro, zawsze (Wojciech Piętowski - Andrzej Tylczyński)
3. Kochać (Andrzej Korzyński - Andrzej Tylczyński)
4. Rudy rydz (Bogusław Klimczuk - Jacek Bocheński (pseud. Adam Hosper)
5. Alabama (Romuald Żyliński - Bogusław Choiński, Jan Gałkowski)
6. Gdy mi ciebie zabraknie (Jerzy Abratowski - Kazimierz Winkler)
7. Serduszko puka w rytmie cza-cza (Romuald Żyliński - Janusz Odrowąż)
8. Alibej (Ryszard Sielicki - Jacek Bocheński (pseud. Adam Hosper)
9. Trzynastego (Ryszard Poznakowski - Janusz Kondratowicz)
10. Pamiętasz była jesień (Lucjan Kaszycki - Andrzej Czekalski, Ryszard Pluciński)
11. Szesnaście lat (Ryszard Sielicki - Mirosław Łebkowski, Stanisław Werner)
12. Jedziemy autostopem (Mateusz Święcicki - Juliusz Głowacki)

## Charakterystyka albumu
Album Przeboje lat 60-tych Danuty Stankiewicz to zbiór przebojów polskiej muzyki rozrywkowej z przełomu lat 50. i 60. XX wieku. Utwory nagrane na płycie pierwotnie wykonywane były przez takich artystów, jak m.in Violetta Villas, Maria Koterbska, Bohdan Łazuka, Helena Majdaniec, Katarzyna Sobczyk, Karin Stanek, czy Sława Przybylska. Wszystkie utwory na albumie zaaranżował Waldemar Zajączkowski, który zagrał również na instrumentach klawiszowych. Wydania płyty nie promowano żadnymi singlami. Album oryginalnie ukazał się w formie płyty kompaktowej (Roja CD 011), oraz kasety magnetofonowej (Roja JK 027). W 2008 ukazała się kompaktowa reedycja płyty wydana przez Accord Song (Accord Song 606), natomiast 15 maja 2017 ukazała się kolejna reedycja płyty wydana ponownie na płycie kompaktowej przez Agencję Artystyczną MTJ (CDMTJ 11774). 31 października 2019 płyta miała swoją premierę w serwisach streamingowych.

## Muzycy
- Danuta Stankiewicz – śpiew
- Beata Rozwadowska, Jerzy Hinz – chórki
- Waldemar Zajączkowski – instrumenty klawiszowe
- Mieczysław Drozd – programowanie instrumentów perkusyjnych i basu

## Realizatorzy
- Zdjęcie na okładce – Sławomir M. Janowski
- Projekt graficzny – Sławomir M. Janowski